# Samtgemeinde Schwaförden
Schwaförden is een samtgemeinde in de Duitse deelstaat Nedersaksen. In het samenwerkingsverband werken zes kleine gemeenten samen in het centrum van het Landkreis Diepholz. Het bestuur is gevestigd in de gemeente Schwaförden.

## Deelnemende gemeenten
- Affinghausen
- Ehrenburg
- Neuenkirchen
- Scholen
- Schwaförden
- Sudwalde

De Samtgemeinde kwam in 1974 tot stand.

## Geografie, infrastructuur, economie
De vanuit Bassum zuidwaarts lopende Bundesstraße 61 loopt in de Samtgemeinde door de plaatsjes Neuenkirchen en Scholen naar Sulingen. Bassum en Sulingen zijn de twee belangrijkste buurstadjes van Schwaförden.
Het dorp Schwaförden heeft een (voormalig) stationnetje aan een stilgelegd gedeelte van de Spoorlijn Bünde - Bassum. Sedert 2019 spant de naburige gemeente Sulingen zich ervoor in, het traject Sulingen -Schwaförden -Bassum te reactiveren, voor zowel reizigers- als goederenvervoer. Anno 2022 zijn deze plannen nog niet veel nader geconcretiseerd.
De gehele Samtgemeinde is economisch weinig belangrijk. De agrarische sector overheerst, en verder wonen er nogal wat woonforensen, die in omliggende grotere plaatsen hun werkkring hebben. Het toerisme is van zeer weinig betekenis.

## Bezienswaardigheden
- Historische oude kerken, vaak met interessante plafondschilderingen, staan te Schmalförden (deelgemeente Ehrenburg), Neuenkirchen, Scholen, Schwaförden en Sudwalde.
- Niet ver ten noorden van de gemeente ligt het Naturpark Wildeshauser Geest.

## Overig
Zie verder de artikelen over de zes aangesloten gemeentes.